# 天野康景
天野 康景（あまの やすかげ）は、戦国時代から江戸時代初期にかけての武将・大名。徳川氏の家臣。駿河国興国寺藩主。

## 生涯
天文6年（1537年）、天野景隆（甚右衛門尉）の子として誕生。
幼少期から徳川家康の小姓としてその側近くに仕え、家康が人質になった際も行動を共にした。永禄6年（1563年）の三河一向一揆では松平（徳川）氏の家臣中、一向門徒の多くの者が一揆勢となり主に逆らった。一向宗門徒であった天野一族の内にも一揆方に付く者がある中、康景は家康方を貫き、功を挙げている。
本多重次、高力清長と共に三河三奉行と称され、「仏高力、鬼作左、どちへんなきは天野三郎兵衛」（清長は寛大、重次は剛毅、康景は慎重でそつが無い）と評価された。
天正14年（1586年）には甲賀忍者の統率を任され、2,200貫の所領を与えられた。
家康が関東に移ると、江戸町奉行に任じられ、同時に下総国内に3,000石を与えられた。慶長5年（1600年）の関ヶ原の戦いでは江戸城の留守位を務めた。その功により、7000石を加増されて1万石となり、興国寺藩主となった。その後は領内において農政や治水工事に尽力した。
慶長11年（1607年）には康景が貯えた竹木を窃取する者があり、これを阻止せんとする家臣が、その盗人と思しき天領の領民たちを殺傷に及んだ。この問題を巡って家康の内々の仰せを受けた本多正純が康景を訪ねて交渉した。しかしその正純が下手人の引き渡しを求めた発言に激怒し、慶長12年3月9日（1607年4月5日）、城地を放棄して子の康宗ら一族と共に出奔したために改易に処せられた。
その後は小田原領の西念寺（神奈川県南足柄市）に入り、慶長18年（1613年）2月24日に同地で死去した。享年77。なお子・康宗は寛永5年（1628年）に赦免され、天野氏は1,000石を知行する中堅旗本として存続を許されている。